# Каландин, Арнольд Петрович
Арнольд Петрович Каландин (род. 1940) — деятель советских и российских спецслужб, генерал-лейтенант, начальник войск правительственной связи КГБ СССР в ГСВГ (1985—1987), начальник Главного управления правительственной связи и член коллегии ФАПСИ при Президенте РФ (1992—1993), заместитель председателя Государственной технической комиссии при Президенте РФ (1993—1998).

## Биография
Родился в 1940 году в городе Хабаровске  в семье лётчика-испытателя, погибшего во время Великой Отечественной войны. 
В 1957 году, после окончания Ташкентского суворовского военного училища, поступил на службу в войска правительственной связи КГБ при СМ СССР. В 1960 году с отличием окончил отделение связи Московского пограничного военного училища. В 1968 году окончил Военную академию связи имени С. М. Будённого.
В 1979 году был назначен заместителем начальника отдела Управления правительственной связи КГБ при СМ СССР. С 1984 года — начальник штаба и первый заместитель, а с 1985 года — начальник войск правительственной связи КГБ СССР в ГСВГ. С 1987 года — заместитель начальника Управления правительственной связи КГБ СССР. С 1991 года — заместитель председателя Комиссии правительственной связи при Президенте СССР — РСФСР.
С 1991 года — заместитель, первый заместитель, а с 1992 года начальник Главного управления правительственной связи и член Коллегии ФАПСИ при Президенте Российской Федерации. С 1993 года — заместитель председателя Государственной технической комиссии при Президенте Российской Федерации. С 1998 года советник председателя ГТК при Президенте РФ генерала армии Ю. А. Яшина. 

## Награды

### Ордена
- Орден Дружбы народов
- Два Ордена Красной Звезды
- Орден «За военные заслуги»

### Знаки отличия
- Почётный сотрудник госбезопасности

### Премии
- Национальная отраслевая Премия "За укрепление безопасности России" (2008 г. — «за личный вклад в развитие отрасли и за лучшие организационные  достижения»)
- Премия "Серебряный кинжал" (2005 г.)